# Бруней-Муара
Бруней-Муара, також Бруней і Муара (англ. Brunei-Muara, малай. Brunei-Muara) — один із чотирьох округів (даера) держави Бруней. Найпівнічніший округ, найменший за територією, найбільший за населенням. У межах округу знаходиться столиця Брунею Бандар-Сері-Бегаван, порт Муара, історична місцевість Кампонг-Аєр. Округ складається з 18 районів (мукімів).

## Географія

### Гідрографія
У межах округу течуть одна з чотирьох головних у країні річка Бруней (малай. Sungai Brunei) та її притоки: струмки Кедаян (малай. Sungai Kedayan) та Дамуан (малай. Sungai Damuan). Також у Південнокитайське море впадають струмки Мангсалут (малай. Sungai Mangsalut), Мераганг (малай. Sungai Meragang), Менунггол (малай. Sungai Menunggol) а в Брунейську затоку — струмки Салар (малай. Sungai Salar), Сераса (малай. Sungai Serasa), Ментірі (малай. Sungai Mentiri), Мурау (малай. Sungai Murau), Терітіп (малай. Sungai Teritip), Лубак (малай. Sungai Lubak).
До водних ресурсів округу належать декілька водосховищ, найбільші з яких Іманг (малай. Imang), Менгкубау (малай. Mengkubau), Тасек Лама (малай. Tasek Lama).

## Населення
Більшість населення округу складають міські жителі Бандар-Сері-Бегавану (240 тисяч мешканців) і Муари.
Населення округу почало швидко зростати у зв'язку з розбудовою міста Бруней у 2-й половині XX сторіччя.
| Перепис населення   | 24.11.1947 | 10.08.1971 | 26.08.1981 | 07.08.1991 | 21.08.2001 | 20.06.2011 |
| ------------------- | ---------- | ---------- | ---------- | ---------- | ---------- | ---------- |
| Кількість мешканців | 18 531     | 72 800     | 114 231    | 170 107    | 230 030    | 279 924    |

## Адміністрація

### Місцева влада
Головою округу станом на січень 2015 року є Мохаммад Сунаді бін Хаджі Бунтар (малай. Mohammad Sunadi bin Haji Buntar).

### Адміністративний поділ
Округ Бруней-Муара поділяється на 18 мукімів.
Склад мукімів декілька разів змінювався шляхом об'єднання і розділення районів. Так, до 1970 року округ складався із 17 мукімів: існував єдиний мукім Беракас, розділений пізніше на два, а також був мукім малай. Kumbang Pasang, пізніше приєднаний до мукіму малай. Klaggeh. У липні 2007 року на дві частини був розділений мукім Гадонг.
| Приналежність                  | Мукім              | Малайська назва    | Поселення |
| ------------------------------ | ------------------ | ------------------ | --------- |
| Бандар-Сері-Бегаван            | Кіангге            | Kianggeh           |           |
| Бандар-Сері-Бегаван            | Гадонг A           | Gadong A           |           |
| Бандар-Сері-Бегаван            | Гадонг B           | Gadong B           |           |
| Кампонг-Аєр                    | Буронг-Пінггай-Аєр | Burong Pingai Ayer |           |
| Кампонг-Аєр                    | Пераму             | Peramu             |           |
| Кампонг-Аєр                    | Саба               | Saba               |           |
| Кампонг-Аєр                    | Сунгай Кебун       | Sungai Kebun       |           |
| Кампонг-Аєр                    | Сунгай Кедаян      | Sungai Kedayan     |           |
| Кампонг-Аєр                    | Тамой              | Tamoi              |           |
| Бандар-Сері-Бегаван (частково) | Беракас B          | Berakas B          |           |
| Бандар-Сері-Бегаван (частково) | Кіланас            | Kilanas            |           |
| Бандар-Сері-Бегаван (частково) | Кота-Бату          | Kota Batu          |           |
| Інші                           | Беракас A          | Berakas A          |           |
| Інші                           | Лумапас            | Lumapas            |           |
| Інші                           | Ментірі            | Mentiri            |           |
| Інші                           | Пегкалан-Бату      | Pengkalan Batu     |           |
| Інші                           | Сенгкуронг         | Sengkurong         |           |
| Інші                           | Сераса             | Serasa             | Муара     |

## Транспорт
В окрузі знаходяться аеропорт і порт Муара.